# Ingenuity
Ingenuity (hrv. Domišljatost, Dovitljivost) malen je solarni helikopter koji trenutno djeluje na Marsu i dio je NASA-ine misije Mars 2020. To je prvi zrakoplov na Marsu koji je 19. travnja 2021. uspješno izveo prvi kontrolirani let na drugom planetu uzlijećući okomito lebdeći i slijetajući. Sa sedam uspješnih letova, ova rotacijska, suosovinska i bespilotna letjelica na baterije rabi se kao demonstrator tehnologije i operacije za potencijalnu upotrebu budućih zrakoplova na Marsu i na drugim svjetovima, s potencijalom za izviđanje lokacija od interesa i kao podrška budućem planiranju ruta vožnje za marsovske rovere. Dave Lavery je izvršni direktor helikoptera Ingenuity, MiMi Aung je voditelj projekta, Håvard Fjær Grip je glavni pilot, a Bob Balaram glavni je inženjer. Među ostalim suradnicima su AeroVironment Inc., NASA-in istraživački centar Ames i NASA-in istraživački centar Langley.
Ingenuity, sada na površini Marsa, bio je pričvršćen na donju stranu rovera Perseverance. Rover se odvojio od sletača 3. travnja 2021., otprilike 60 dana nakon slijetanja Perseverancea na mjestu slijetanja Octavia E. Butler u krateru Jezero. Prvo polijetanje je izvedeno 19. travnja 2021. u 08:30 (CET). Rezultati su uspješno potvrđeni u 12:15 popodne (CET), a prva slika helikoptera iznad površine snimljena je od Perseverance i samog Ingenuityja.
Ingenuity je letio pet puta tijekom svoje probne kampanje koja je bila zakazana za ranu misiju rovera. Nakon istovara helikoptera, rover Perseverance odvezao se otprilike 100 m kako bi mu omogućio sigurnu tampon zonu u kojoj je izvršio prvi let. Prvenstveno tehnološkim demonstracijama, planirano je da svaki let leti na visinama u rasponu od 3-5 m iznad tla, a svaki bi trajao do 90 sekundi. Tijekom četvrtog leta Ingenuity je prešao 133 m niže, a zatim se vratio na polazno područje, rabio je autonomnu kontrolu tijekom svojih kratkih letova koje su operateri u Laboratoriju za mlazni pogon (JPL) telerobotski planirali i izradili po scenariju. Komunicirao je izravno s roverom Perseverance nakon svakog slijetanja. Lopatice rotora uspješno su uključene 8. travnja 2021., nekoliko dana nakon što se odvojio od Perseverancea. Očekivani bočni domet premašen je u trećem letu, a trajanje leta u četvrtom letu. To je kasnije označeno kao prva faza njegove misije kako bi se pokazala mogućnost leta. Druga je faza kasnije određena (nakon uspješnog završetka te misije) kao demonstracija operativnih mogućnosti istraživanja Marsa.
Ingenuity nosi komad tkanine s krila Wright Flyera iz 1903., zrakoplova braće Wright, prvog kontroliranog leta na Zemlji, a potom je i mjesto polijetanja i slijetanja nazvano Wright Brothers Field (hrv. Polje braće Wright). Prije nego što je Ingenuity postigao prvi let s motorom na drugom planetu, prvi let na planetu izvan Zemlje bio je let balonom na Veneri sovjetske svemirske letjelice Vega 1 1985. godine.
Uspjehom svojega četvrtog leta 30. travnja 2021. Ingenuity je postigao sve svoje prvotne ciljeve nadmašivši očekivanja. NASA je tada planirala buduće letove ne kao čisto tehničke demonstracije, nego kao operativne demonstracije s Perseveranceom. S ovim novim ciljevima, Ingenuity će pokazati kako buduće misije mogu raditi zajedno u namjenskoj i robusnijoj suradnji. Tijekom svojeg leta istog dana je Ingenuity postao prva međuplanetarna svemirska letjelica čiji je zvuk snimio rover Perseverance. Dana 7. svibnja 2021. Ingenuity je postala prva međuplanetarna svemirska letjelica koja je sletjela na drugo mjesto od mjesta lansiranja.

## Naziv
Ime Ingenuity dala je Vaneeza Ruppani, djevojčica iz 11. razreda srednje škole okruga Tuscaloosa u Northportu u Alabami koja je predala esej na NASA-ino natjecanje Imenuj rovera. Poznat u fazama planiranja kao Mars Helicopter Scout ili jednostavno Marsov Helikopter, nadimak Ginny kasnije je ušao u upotrebu paralelno s matičnim roverom Perseverance koji je od milja zvan Percy.

## Razvoj
| Brzina rotora           | 2700 rotacija u minuti               |
| Brzina vrha oštrice     | <0,7 macha                           |
| Trajanje                | do 5 letova prvih 30 sola            |
| Vrijeme leta            | Do 167 sekundi po letu               |
| Maksimalni domet leta   | 625 m                                |
| Maksimalni domet radija | 1000 m                               |
| Maksimalna visina ↓1    | 12 m                                 |
| Maksimalna brzina       | - Horizontalno: 10 m/s - okomito: 3m |
| Kapacitet baterija      | 130 – 140 kJ                         |

NASA-ini JPL i AeroVironment objavili su 2014. idejni projekt izviđačkog helikoptera koji bi pratio rover. Sredinom 2016. traženo je 15 milijuna američkih dolara kako bi se razvoj helikoptera održao u skladu s pravom. Do prosinca 2017. inženjerski modeli vozila testirani su u simuliranoj marsovskoj atmosferi,, a modeli su bili na testiranju na Arktiku, ali njegovo uključivanje u misiju još nije odobreno niti financirano. Federalni proračun Sjedinjenih Država, objavljen u ožujku 2018. godine, osigurao je 23 milijuna američkih dolara za helikopter na godinu dana,, a 11. svibnja 2018. objavljeno je da bi se helikopter mogao razviti i testirati na vrijeme kako bi bio uključen u misiji Mars 2020. Helikopter je prošao opsežna ispitivanja dinamike leta i okoliša,, a zatim je postavljen na donju stranu rovera Perseverance u kolovozu 2019. Njegova je masa nešto ispod 1,8 kg, a JPL je precizirao da se planira projektni vijek od pet letova na Marsu. NASA je uložila oko 80 milijuna američkih dolara za izgradnju Ingenuityja i oko pet milijuna američkih dolara za upravljanje helikopterom.
Budući da je atmosfera Marsa na površini samo oko 1⁄100 gusta poput Zemljine, zrakoplovu je puno teže ostvariti uzgon, poteškoću koju djelomično olakšava Marsova manja gravitacija koja je jednaka otprilike trećini Zemljine. Podizanje s Marsove površine opisano je kao ekvivalent letenju na 27 000 m nadmorske visine koju nikada nisu dostigli postojeći helikopteri.
Ingenuity je JPL zamislio kao demonstratora tehnologije kako bi procijenio može li ova tehnologija letjeti sigurno i izraditi bolju sliku površine i smjernice koje bi budućim kontrolorima misija dale više informacija koje će im pomoći u planiranju putnih ruta i izbjegavanju opasnosti te identificiranje ciljeva. Helikopter je dizajniran za slikavanje snimaka površine s približno deset puta većom razlučivošću od slika iz orbite, a slikat će i slike koje bi inače ostale nedostupne kamerama rovera Perseverance. Očekuje se da bi takvo izviđanje moglo omogućiti budućim roverima tri puta dulje putovanje po solu.
Helikopter rabi suprotno rotirajuće koaksijalne rotore promjera oko 1,2 m. Nosi kameru visoke razlučivosti okrenutu prema dolje za navigaciju, slijetanje i znanstveno snimanje terena te komunikacijski sustav za prijenos podataka na rover Perseverance. Iako je riječ o zrakoplovu, konstruiran je prema zahtjevima svemirskih letjelica kako bi izdržao silu ubrzanja i vibracije tijekom lansiranja. Čine ga sustavi otporni na zračenje sposobni za rad u hladnom Marsovu okruženju. Neravnomjerno Marsovo magnetsko polje isključuje upotrebu kompasa za navigaciju pa upotrebljava kameru za praćenje Sunca integriranu u JPL-ov vizualni inercijalni navigacijski sustav. Neki dodatni osjetilnici uključuju žiroskope, vizualnu odometriju, senzore nagiba, visinomjer i detektori opasnosti. Dizajniran je za korištenje sunčevih ploča za punjenje baterija, a to su šest Sony Li-ion ćelija s 130 – 140 kJ energetskog kapaciteta baterije (kapacitet pločice od 2 Ah).
Helikopter rabi Qualcomm Snapdragon 801 procesor s Linux operativnim sustavom. Između ostalih funkcija, ovaj procesor kontrolira algoritam vizualne navigacije s pomoću procjene brzine izvedene iz značajki praćenih crno-bijelom navigacijskom kamerom prema dolje ili terenom okrenutom prema horizontu. Procesor Qualcomm povezan je s dvije mikrokontrolerske jedinice za kontrolu leta (MCU) radi izvođenja potrebnih funkcija kontrole leta. Također sadrži IMU i Garmin LIDAR Lite v3 laserski visinomjer. Komunikacija s roverom odvija se s pomoću radio veze s pomoću Zigbee komunikacijskih protokola male snage implementiranih s pomoću 900 MHz SiFlex 02 čipseta ugrađenih u rover i helikopter. Komunikacijski sustav dizajniran je za prijenos podataka brzinom od 250 kbit/s na udaljenostima do 1000 m.

### Ispitivanja na Zemlji
Godine 2019. preliminarni nacrti Ingenuityja testirani su na Zemlji u simuliranim Marsovim atmosferskim i gravitacijskim uvjetima. Za ispitivanje u letu korištena je velika vakuumska komora za simuliranje vrlo niskog tlaka Marsove atmosfere – ispunjene ugljičnim dioksidom na približno 0,60 % (oko 1⁄160) standardnog atmosferskog tlaka na razini mora na Zemlji – što je otprilike ekvivalent helikopteru koji leti na 34 000 m nadmorske visine u Zemljinoj atmosferi. Kako bi se simuliralo znatno smanjeno gravitacijsko polje Marsa (38 % Zemljine), 62 % gravitacije Zemlje nadoknađeno je sajlom koja se letjelicu tijekom letačkih testova povlačila prema gore. Za stvaranje vjetra u komori korišten je vjetroviti zid koji se sastojao od gotovo 900 ventilatora računala.

### Buduća inačica dizajna marsovskih rovera
Demonstrator tehnologije Ingenuity mogao bi stvoriti temelje na kojima bi se mogli razviti bolji zrakoplovi za zračno istraživanje Marsa i drugih planeta s atmosferom. Sljedeća generacija rotornih vozila mogla bi biti mase između 5 i 15 kg s korisnim opterećenjem između 0,5 i 1,5 kg. Ovi potencijalni zrakoplovi mogli bi imati izravnu komunikaciju s orbiterom. Budući da helikopteri mogli bi se upotrijebiti za istraživanje posebnih regija s otvorenim vodenim ledom ili salamurama, gdje bi život mikroorganizama sa Zemlje mogao potencijalno preživjeti. Marsovi helikopteri mogu se razmotriti i za brzo prevoženje malih spremnika uzoraka natrag do vozila za put na Mars i za povratak na Zemlju poput onog koji će se lansirati 2026. godine.

## Tijek događaja

### Testiranje
Ingenuity je raspoređen 3. travnja 2021. nakon slijetanja rovera Perseverance u krater Jezero kod sletišta Octavije E. Butler 18. veljače 2021. i uklanjanja šuta od krhotina 21. ožujka 2021. Isti dan, mali helikopter uspio je fotografirati površinu Marsa koja je poslana na Zemlju. Izvorni datum leta Ingenuityja bio je planiran za 11. travnja 2021. godine.
Ingenuity je 8. travnja 2021. godine izvršio ispitivanje vrtnje rotora pri malim brzinama (misija sol 48) vrteći se pri 50 okretaja u minuti. Test brzih okretaja pokušalo se izvesti 9. travnja, ali nije uspio zbog isteka vremena, mjere zaštite helikoptera od neispravna rada u nepredviđenim uvjetima. Sljedeći dan datum je pomaknut na 14. travnja. Dana 12. travnja najavljeno je ažuriranje softvera radi ispravljanja problema. Nakon uspješnog testa pune brzine 17. travnja 2021., prvi let Ingenuityja bio je zakazan za ponedjeljak. 

### Letovi

#### Demonstracija tehnologije
Dana 19. travnja 2021. u 8:34 CET, helikopter Ingenuity uspješno je izveo prvi let s pogonom na Marsu u trajanju od 39,1 sekunde. Podigao se okomito oko deset stopa, zakrenuo se za 96 stupnjeva u planiranom manevru i sletio. Podatci koji potvrđuju uspjeh testnog leta s prvim fotografijama s Ingenuityja sredinom leta kasnije su zaprimljeni u 12:30 CET.
Nekoliko dana kasnije, 22. travnja 2021. 10:33 CET, Ingenuity je uspješno izveo svoj drugi let u trajanju od 51,9 sekundi. Podigao se okomito na oko 5 metara i kratko lebdio na toj visini. Zatim se nagnuo 5 stupnjeva dopuštajući rotorima da ga odnesu bočno za 2 metra, zaustavio se, lebdio na mjestu i okretao se kako bi usmjerio kameru u različitim smjerovima. Ingenuity se zatim vratio u središte uzletišta kako bi sletio. Poruke ovog leta počele su stizati u 14:20 CET.
Ingenuity je uspješno izveo svoj treći let 25. travnja 2021. u 12:31 CET, u trajanju od oko 80 sekundi. Uspeo se na oko 5 metara kao i u drugom letu kratko lebdeći na toj visini. Zatim je odletio 50 metara zadržavajući visinu i postižući maksimalnu brzinu od 2 metra u sekundi sve dok je kamera radila. Ovo je prvi put da je kamera radila dok je Ingenuity letio na značajnije udaljenosti. Tijekom trećeg je leta Ingenuity slikao rovera Perseverance što je prva zračna snimka marsovskog rovera. Kao i obično, Ingenuity se vratio na prvobitno mjesto polijetanja i sletio preletjevši ukupno 100 m. Podatci trećeg leta primljeni su u 15:16 CET.
Četvrti let Ingenuityja pokušao se izvesti 29. travnja 2021. godine, ali nije uspio jer helikopter nije uspio prijeći u način leta. Ponovo je pokušan 30. travnja 2021. u 15:49 CET i uspio je u trajanju od 117 sekundi. Baš kao i prethodna 2 leta, i helikopter se popeo na visinu od 5 metara, što je označilo početak 4. leta. Zatim je odletio na jug oko 133 metra i natrag za kružno putovanje od 266 metara. Podatci s leta primljeni su ubrzo nakon toga. Snimljen je rekordan broj slika i spremljen u bazu podataka, ukupno oko 60 tijekom posljednjih 50 metara od ukupno 164 metra, prije nego što se helikopter vratio na svoje mjesto slijetanja.
Dana 7. svibnja 2021. (prije petog leta) NASA je potvrdila da je Perseverance uspio snimiti i zvuk i videozapis s četvrtog leta Ingenuityja koji je bio 30. travnja 2021. Petim je letom, koji je uspješno izveden istog dana, Ingenuity letio 10 metara iznad i snimio nekoliko slika mjesta svojega slijetanja visoke razlučivosti u boji te sletio na novo mjesto. Time je završio svoju fazu demonstracije tehnologije.

#### Operativna demonstracija
Jako uspješan šesti let Ingenuityja dogodio se 22. svibnja s trajanjem oko 140 sekundi. Ingenuity se popeo na visinu od 10 m i preletio 150 m jugozapadno. Pred kraj je toga putovanja helikopter doživio kvar u sustavu navigacijske kamere zbog čega su sve sljedeće slike bile označene pogrešnim vremenskim oznakama. To je uzrokovalo nagib prema naprijed i unatrag do 20 stupnjeva i velike skokove u potrošnji energije. Ingenuity je nastavio letjeti i putovao je oko 15 m na jug. Nakon toga putovao je oko 50 m sjeveroistočno i sletio oko 5 m od planiranog mjesta slijetanja. Ovo je bio prvi let kada je Ingenuity doživio anomaliju leta.
Dana 5. rujna 2021., nakon uspješnog završetka obje faze, misija je produžena na neodređeno vrijeme.
Ekipa Ingenuityja planira letjeti helikopterom svaka dva do tri tjedna tijekom njegove neograničeno produžene misije. Dulja letačka karijera helikoptera od one koja se očekivala trajala je tijekom sezonske promjene na Marsu kada je gustoća atmosfere na njegovu mjestu postala još niža. Letački tim pripremio se zapovijedajući Ingenuityju da testira na zemlji bržu rotaciju lopatica rotora potrebnu za dovoljno podizanja. JPL je rekao da bi veća planirana brzina leta od 2700 rpm predstavljala nove rizike uključujući vibracije, potrošnju energije i aerodinamički otpor ako se vrhovi oštrice približe brzini zvuka. Probna brzina bila je 2800 rpm, što je dalo rezervu za povećanje u slučaju da predviđena brzina leta od 2700 rpm nije dovoljna. 
Ingenuity se suočio s još jednim izazovom: trebao je ostati funkcionalan tijekom Marsove zime i sunčeve konjunkcije kada se Mars kreće iza Sunca blokirajući komunikaciju sa Zemljom i prisiljavajući rover i helikopter da zaustave operacije. Zaustavljanje se dogodilo sredinom listopada 2021. godine, a pripreme su počele sredinom rujna. Helikopter je ostao nepomičan na svojoj lokaciji 175 metara od Perseverancea i tjedno je obavještavao o svojem statusu roveru radi provjere zdravlja. JPL je namjeravao nastaviti letjeti Ingenuity jer je preživio solarnu konjukciju. NASA-ino vodstvo priznalo je da proširenje misije povećava izvorni proračun Ingenuityja od 80 milijuna dolara, ali su također izjavili da bi svako povećanje bilo minimalno u usporedbi s onim što NASA uči.

### Statistika letova
| Podaci (ukupno)           | Od 3. travnja | Demonstracija tehnologije | Operativna demonstracija |
| ------------------------- | ------------- | ------------------------- | ------------------------ |
| Broj solova               | 254           | 31                        | 223                      |
| Broj letova               | 18            | 5                         | 13                       |
| Prijeđena udaljenost (km) | 3,82          | 0,5                       | 3,32                     |
| Vrijeme (s)               | 1971          | 396                       | 1575                     |

## Popis letova
| Broj | Datum (CET)                                                                                       | Trajanje (s) | Najviša visina (m) | Ukupan prijeđeni put tijekom leta (m) | Ruta leta | Opis leta | Rezultat                       |
| ---- | ------------------------------------------------------------------------------------------------- | ------------ | ------------------ | ------------------------------------- | --- | --- | ------------------------------ |
| 1    | 19. travnja 2021. 8:34                                                                            | 39,1         | 3                  | 0                                     | Okomito polijetanje, lebdenje, slijetanje | - Polijetanje do visine od 3 m - Lebdenje - Rotiranje u smjeru kazaljke na satu (nagib od 0 do + 90 °) - Slijetanje | Uspjeh                         |
| 2    | 22. travnja 2021. 10:33                                                                           | 51,9         | 5,2                | 4,3                                   | Okomito polijetanje, lebdenje, pomak prema zapadu, lebdenje, povratak, lebdenje, slijetanje                                                           | - Započeto vodoravno kretanje s maksimalnom brzinom zraka 0,5 m/s nakon polijetanja do visine od 4,9 m - Zaustavljeno vodoravno kretanje - Snimanje fotografije s pomoću kamere u boji okrenute prema horizontu - Rotiranje u smjeru suprotnom od kazaljke na satu (zakretanje od + 90 ° do 0 ° do -90 ° do -180 °, u 3 koraka) - Slijetanje na isto mjesto polijetanja nakon premještanja - Protuteža bočno povlačenje vjetra                    | Uspjeh                         |
| 3    | 25. travnja 2021. 12:31                                                                           | 80           | 5,2                | 100                                   | Okomito polijetanje, lebdenje, pomak prema sjeveru s maksimalnom brzinom od 2 m/s, lebdenje, povratak, lebdenje, slijetanje                           | - Započeto vodoravno kretanje s maksimalnom brzinom zraka 2,0 m/s umjesto 0,5 m/s zadržavajući gotovo istu visinu do koje je preletio u drugom letu - Snimanje fotografije s pomoću vodoravne kamere u boji. - Slijetanje na isto mjesto polijetanja nakon povratnog putovanja u krugu od 50 m sjeverno od mjesta polijetanja | Uspjeh                         |
| 4    | Prvi neuspješni pokušaj 29. travnja 2021. u 15:12. Drugi pokušaj uspješan 30. travnja 2021. 15:49 | 117          | 5                  | 266                                   | Okomito polijetanje, lebdenje, pomak prema jugu s maksimalnom brzinom od 3,5 m/s, lebdenje, povratak, lebdenje, slijetanje                            | - Započeto vodoravno kretanje s maksimalnom brzinom od 3,5 m/s umjesto ranije 2,0 m/s, zadržavajući gotovo istu visinu do koju je preletjeno u drugom letu - Slijetanje na isto mjesto polijetanja nakon povratnog putovanja do 133 m (južno od mjesta polijetanja) - Snimanje crno-bijele slike na svaka 1,2 metra dok putuje između 84 m i 133 m i slikanje u boji dok lebdi na točki na 133 metra prije povratka u mjesto polijetanja stranica | Uspjeh (nakon drugog pokušaja) |
| 5    | 7. svibnja 2021. 20:26                                                                            | 108          | 10                 | 129                                   | Okomito polijetanje, lebdenje, pomak prema jugu s maksimalnom brzinom od 3,5m/s, uspon na 10 m, lebdenje, slijetanje na to mjesto                     | - Prvi let s novim mjestom slijetanja. - Uspon do 10 m - Završetak demonstracije tehnologije. | Uspjeh                         |
| 6    | 23. svibnja 2021. 6:20                                                                            | 140          | 10                 | 215                                   | Okomito uzlijetanje, pomak prema jugozapadu za oko 150 m, pomak prema jugu, za oko 15 m, let do oko 50 m prema sjeveroistoku, slijetanje na to mjesto | - Započeta nova faza demonstracije rada - Prikupljanje stereo snimke u boji mjesta od interesa kako bi se demonstrirala vrijednost zračne perspektive za buduće misije - Dostignuta najviša brzina terena od 4 m/s - Prvi let u kojem je helikopter sletio na uzletište koje tijekom prethodne misije nije snimio iz zraka. Slijetanje na novo mjesto - Prva anomalija u letu koja je dovela do slijetanja rotorcrafta na 5 m od uzletišta C.     | Uspjeh (s anomalijom)          |
| 7    | 8. lipnja 2021.16:54                                                                              | 62,8         | 3                  | 106                                   | Okomito polijetanje, mirovanje lebdenja, slijetanje                                                                                                   | - Prikupljanje stereo snimke u boji mjesta od interesa kako bi se demonstrirala vrijednost zračne perspektive za buduće misije - Dostignuta najviša brzinu terena od 4 m/s - Drugi let u kojem je helikopter sletio na uzletište koje tijekom prethodne misije nije snimio iz zraka | Uspjeh                         |
| 8    | 22. lipnja 2021. 1:27                                                                             | 77,4         | 10                 | 160                                   | Pomak prema jugoistoku za 160 m i slijetanje na uzletište E                                                                                           | - Ingenuity je odletio oko 160 m (520 stopa) na jug kako bi sletio na Airfield E, oko 133,5 m (438 ft) od Perseverancea. - Baš kao i zadnji let, kamera u boji nije korištena kako bi se spriječio ponovni kvar iz šestog leta. Greška je ispravljena prije devetog leta. | Uspjeh                         |
| 9    | 5. srpnja 2021. 10:03                                                                             | 166,4        | 10                 | 625                                   | Pomak prema jugozapadu za 625 m i slijetanje na uzletište F                                                                                           | - Ingenuity je preletio rekordnu dužinu od 625 m. - Ovo je bio rizičan let koji je opterećivao navigacijski sustav. - Zbog ovih grešaka, Ingenuity je sletio 47 m od središta 50 m. | Uspjeh                         |
| 10   | 24. srpnja 2021. 22:07                                                                            | 165,4        | 12                 | 233                                   | Petlja prema jugu i zapadu do uzletišta G | - Ingenuity je petljao na jug i zapad iznad Raised Ridgesa, još jednog potencijalnog istraživačkog mjesta na Marsu. - Ingenuity je preletio ukupnu udaljenost od 233 m pored 10 putnih točaka uključujući i polijetanje te slijetanje na rekordnoj visini od 12 m. | Uspjeh                         |

## Ingenuityjevekamere
| Broj leta | Datum                               | Slike           | Slike    | Bilješke                                             |
| Broj leta | Datum                               | crno-bijele NAV | boja RTE | Bilješke                                             |
| --------- | ----------------------------------- | --------------- | -------- | ---------------------------------------------------- |
|           | Prije leta                          | 6               | 6        | Slike prije leta                                     |
| 1         | 19. travnja 2021.                   | 15              | —        |                                                      |
| 2         | 22. travnja 2021.                   | 17              | 3        | The first color photosession                         |
| 3         | 25. travnja 2021.                   | 24              | 4        |                                                      |
| 4         | 30. travnja 2021.                   | 62              | 5        |                                                      |
| 5         | 7. svibnja 2021.                    | 128             | 6        |                                                      |
| 6         | 23. svibnja 2021.                   | 106             | 8        |                                                      |
| 7         | 8. lipnja 2021.                     | 72              | 0        | RTE isključen                                        |
| 8         | 22. lipnja 2021.                    | 186             | 0        | RTE isključen                                        |
| 9         | 5. srpnja 2021.                     | 193             | 10       |                                                      |
| 10        | 24. srpnja 2021.                    | 190             | 10       | Pet pari slika podignutih grebena snimljenih u boji. |
| 11        | 5. kolovoza 2021.                   | 194             | 10       |                                                      |
| 12        | 16. kolovoza 2021.                  | 197             | 10       | Pet pari slika Séítah snimljenih u boji.             |
| 13        | 5. rujna 2021.                      | 191             | 10       |                                                      |
|           | 16. rujna 2021. 23. listopada 2021. | 6               | 1        | Testiranja prije 14. leta                            |
| 14        | 24. listopada 2021.                 | 182             | —        |                                                      |
| 15        | 6. studenoga 2021.                  | 191             | 10       |                                                      |
|           | 15. studenoga 2021.                 | —               | 1        | Prizemna fotografija                                 |
| 16        | 21. studenoga 2021.                 | 103             | 9        |                                                      |
|           | 27. studenoga 2021.                 | —               | 1        | Prizemna fotografija                                 |

Ingenuity ima dvije komercijalne kamere (COTS) na brodu. Sony IMX 214 s rezolucijom od 4208 x 3120 piksela je kamera u boji s globalnim zatvaračem za snimanje terena za povratak na Zemlju (RTE). Omnivision OV7251 (640 × 480) VGA je crno-bijela navigacijska kamera s roletama (NAV) koja gleda prema dolje i koja opskrbljuje brodsko računalo helikoptera sirovim podacima neophodnim za kontrolu leta.
Dok RTE kamera u boji nije potrebna za let i može se isključiti (kao u letovima 7 i 8), NAV kamera radi tijekom svakog leta hvatajući prvi kadar prije polijetanja i zadnji kadar nakon slijetanja. Njegova brzina kadrova sinkronizirana je s rotacijom oštrice kako bi se olakšala online obrada slika.
Tijekom leta svi se NAV okviri moraju pažljivo pohraniti u računalo helikoptera pri čemu se svakom okviru dodijeli jedinstvena vremenska oznaka njegova stvaranja. Gubitak jedne vremenske oznake NAV slike bila je anomalija koja je uzrokovala da se helikopter neuredno kretao tijekom leta 6.
Što je let duži, potrebno je pohraniti više NAV fotografija. Svako novo rekordno trajanje leta automatski znači rekordan broj slika snimljenih NAV kamerom. Učestalost i vrijeme rada kamere unaprijed su određeni ne radi evidencije, već zbog tehničke potrebe. Ogroman broj NAV datoteka ne preopterećuje lokalnu pohranu helikoptera. Manje od 200 NAV datoteka se učitava u NASA-inu pohranu nakon svakog leta počevši od 8., a ukupni volumen ovog paketa je samo oko 5 megabajta.
Ograničenja su nametnuta slabošću lokalnih telekomunikacija: kada sleti, helikopter prenosi podatke na rover u sporom načinu rada od 20 kbit/s. Još jedna značajna neugodnost ovdje je uzrokovana položajem antene na bočnoj strani rovera: ako se okrene pogrešnom stranom prema helikopteru, može ometati širenje signala svojim masivnim metalnim tijelom.
Većina NAV datoteka ne prenosi se na baznu stanicu rovera za povratak na Zemlju. Nakon četvrtog leta, MiMi Aung je potvrdio da slike s te navigacijske kamere obično upotrebljava Ingenuityjev kontrolor leta, a zatim ih baca, osim ako izričito ne kažemo helikopteru da ih pohrani za kasniju upotrebu. Od više od 4000 NAV datoteka prikupljenih tijekom četvrtog leta, pohranjene su samo 62 datoteke.
Za razliku od Perseverance, Ingenuity nema posebnu stereo kameru za istovremeno snimanje dvostrukih fotografija za 3D fotografije. Međutim, helikopter je napravio takve fotografije tako što je napravio duple fotografije istog terena u boji dok je lebdio u blago pomaknutim položajima kao u jedanaestom letu ili fotografirajući offset sliku na povratnoj dionici povratnog leta kao u dvanaestom letu.
Trenutačno je, od 3. prosinca 2021., objavljeno 2066 crno-bijelih slika s navigacijske kamere i 104 slike u boji s terenske kamere (RTE).

## Počast braći Wright
Službenici NASA-e i JPL-a opisali su prvi let Ingenuityja kao svoj trenutak braće Wright analogno prvom uspješnu letu zrakoplova na Zemlji. Ingenuity nosi komad tkanine s krila Wright Flyera iz 1903. ispod kabla solarnoga panela. Početna uzletna staza Ingenuityja nazvana je Wright Brothers Field (hrv. Polje braće Wright) i dobila je prigodni ICAO kod zračne luke JZRO za krater Jezero, a sam je dobio ICAO-ovu oznaku tipa IGY i pozivni znak INGENUITY.